# Маршал
Маршал је највиша војна титула у оружаним снагама неких земаља. Виша од ове титуле је звање генералисимус. Додељује се најчешће без утврђених прописа, право доделе имају шефови држава или парламент. Титула се по правилу додељује за војне заслуге у рату.
Назив се јавља у 8. вијеку у Франачкој, за управнике коњушница кнежева на власти (старогермански марах — коњ и скалк — слуга). Године 1185. постаје титула која се додељује за изузетне заслуге. До Француске револуције 1789, већ постоји 16 врста маршала. Револуционари укидају звање, али га Наполеон обнавља 1804. и именује 18 маршала Царства, а касније још 8. Крајем 19. вијека звање се не користи у Француској, а у Првом светском рату добијају га само највиши команданти, као Франше д’Епере, Жозеф Жофр, и други. По узору на Француску, друге државе (Немачка, Италија, Русија) додјељују звање маршала.
Током Краљевине Србије и Краљевине Југославије чин маршала није постојао али јесте функција маршал двора. Еквивалент овом чину је био чин војвода.
После Другог светског рата, једино совјетска армија задржава звање за већи број војних лица (Георгиј Жуков, Константин Рокосовски и др.). Такође овај чин је додељиван и политичким функционерима (Јосиф Стаљин, Лаврентиј Берија, Николај Булгањин и Леонид Брежњев).
Године 1955. у Кини је уведен чин маршал Народне републике Кине. Десет кинеских генерала је добило овај чин.
Звање маршала Републике је установљено 1953. у Северној Кореји и први носилац је био Ким Ил Сунг. У исто време за војна лица уведен је чин вицемаршала. Године 1992. уведен је чин у корејској армији, маршал Корејске народне армије који су носили три официра, ветерана Корејског рата.
Звање маршала Југославије је установљено на Другом засједању АВНОЈ-а 1943. и додељено је врховном команданту НОВЈ-а Јосипу Брозу Титу.
Чин маршал Руске Федерације је установљен 1993. године. a 1997. године овај чин је додељен Игору Сергејеву једином до сада маршалу Руске Федерације.
Звање маршал Сирије установљено је почетком рата у Сирији и додељено је председнику Сирије Башару ел Асаду.

## Етимологија
„Маршал” је древна позајмљеница из норманског француског (cf. модерни француски maréchal), која потиче од старофранкијске речи marhskalk („стајски дечак, чувар, слуга”), што је још евидентно у средњовековним холандским речима maerscalc, marscal, и модерној холандској речи maarschalk („главни војни заповедник”; што је значење под утицајем француске употребе).
Она је сродна са старовисоконемачком речи mar(ah)-scalc и модерном немачком речи (Feld-)Marschall („главни војни заповедник”; што је значење које је исто тако под утицајем француске употребе).
Ова речи је оригинално и дословно значила „коњушар”, из немачког *marha- „коњ” (cf. енглески mare и модерни немачки Mähre, са значењем „коњ лошег квалитета”) и *skalk- „слуга” (cf. староенглески scealc „слуга, војник” и застарела немачка реч Schalk, са значењем „слуга високог ранга”). Ово порекло из „коњушара” је задржано у садашњем француском имену за поткивача: maréchal-ferrant.
Касно римска и византијска титула comes stabuli („шталски гроф”) била је calque из германског, из чега је настала старофранцуска реч con(n)estable и модерна реч connétable, и као позајмица из старофранцуског, енглеска реч constable. Коначно, у Византији маршал са повећаним овлашћењима, посебно у контексту заповједништва пограничним подручјима, често је био познат као егзарх.

## Маршалске еполете разних земаља

### Активни чинови
- Маршал ДНРК
- Маршал КНА
- Вице-маршал КНА
- Маршал Руске Федерације
- Маршал Египта
- Маршал Јордана
- Ваздухопловни Маршал Јордана
- Маршал Пољске
- Маршал Португалије
- Генерал Армије САД[а]
- Маршал Саудијске Арабије
- Маршал Француске
- Генерални капетан КоВ Шпаније[б]
- Генерални капетан РВ и ПВО Шпаније[в]
- Фелдмаршал Уједињеног Краљевства
- Ваздухопловни Маршал Уједињеног Краљевства

### Бивши чинови
- Маршал Совјетског Савеза
- Адмирал флоте Совјетског Савеза[г]
- Маршал Народне Републике Кине
- Први маршал Царства (Бенито Мусолини) у Краљевини Италији
- Маршал Италије
- Маршал Демократске Републике Немачке
- Маршал Краљевине Грчке
- Ваздухопловни Маршал Краљевине Грчке
- Маршал Југославије
КоВ
- Маршал Југославије
 РВ и ПВО
- Маршал Југославије
 РМ
- Војвода Краљевине Србије[д]
- Војвода Краљевине Југославије[ђ]